# Bosko's Soda Fountain
Pour plus de détails, voir Fiche technique et Distribution.
Bosko's Soda Fountain est un dessin animé de Leon Schlesinger Studios, dans la série des Bosko (Looney Tunes), sorti en 1931.
Il a été réalisé par Rudolf Ising et produit par Hugh Harman et Rudolf Ising. De plus, Leon Schlesinger est crédité comme producteur associé.

## Synopsis
Bosko, barman, a bien du mal a contenter tous ses clients.

## Fiche technique
- Titre original : Bosko's Soda Fountain
- Réalisation : Rudolf Ising
- Producteurs : Hugh Harman, Rudolf Ising et Leon Schlesinger
- Musique : Frank Marsales
  - Musique de fond : Where, Oh Where Has My Little Dog Gone? (musique du folklore germanique).
- Production : Leon Schlesinger Studios
- Distribution : Warner Bros. Pictures
- Durée : 7 minutes
- Format : noir et blanc - mono
- Langue : anglais
- Pays : États-Unis
- Date de sortie :  États-Unis : 14 novembre 1931
- Genre : Dessin-animé
- Licence : domaine public[1]

## Distribution

### Voix originales
- Johnny Murray : Bosko
- Rochelle Hudson : Honey